# Davide Valsecchi
Davide Valsecchi, född den 24 januari 1987 i Como, är en italiensk racerförare. Valsecchi gjorde sin debut inom formelbilsracing 2003 och tävlade till 2005 i Formel Renault och Formel 3. 2006 och 2007 tävlade han i Formula Renault 3.5 Series, och mellan 2008 och 2012 körde han GP2 Series där han lyckades vinna hela mästerskapet sista året. Under 2012 körde han även en fredagsträning Formel 1 i Malaysia med Lotus Racing. 2013 arbetade han som test- och reservförare i Lotus F1 Team, men trots det fick han inte köra de två sista tävlingarna på säsongen då den ordinarie föraren Kimi Räikkönen skadat sig, utan den platsen gick till Heikki Kovalainen. Under 2014 körde han en Lamborghini i GT Open series.

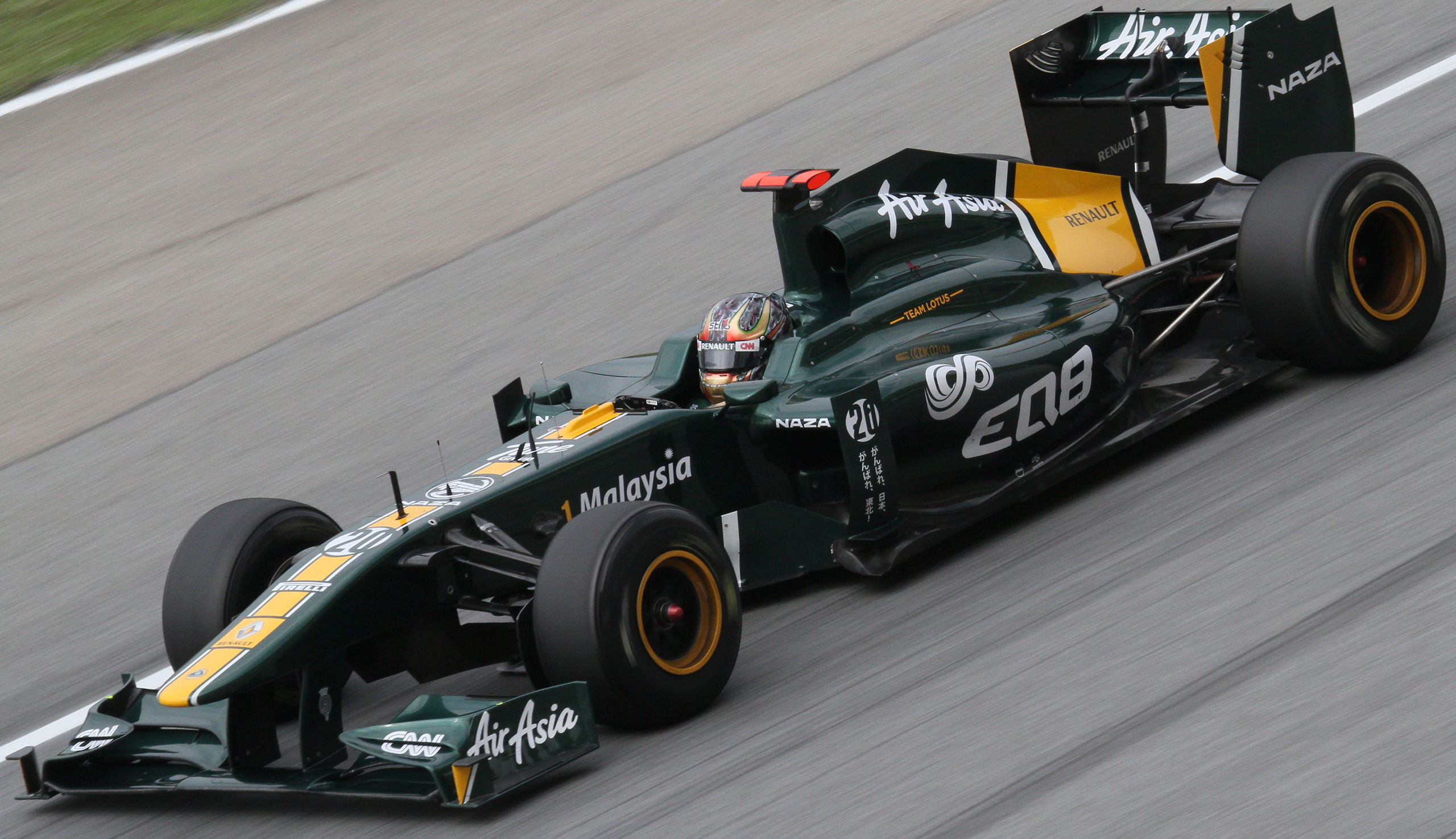
Valsecchi under sin Formel 1-träningsdebut i Malaysia 2011.